# Барнхилл, Руби
Руби Барнхилл (англ. Ruby Barnhill; род. 16 июля 2004, Чешир, Северо-Западная Англия) — британская актриса, наиболее известная по роли Софи в фильме Стивена Спилберга 2016 года «Большой и добрый великан».

## Личная жизнь
Барнхилл живёт с родителями и младшей сестрой в Чешире, Англия, и является членом труппы местного молодёжного театра. Её отец — британский актёр Пол Барнхилл.

## Фильмография
- 2015—2017: 4 O’Clock Club[англ.] (телесериал, 14 эпизодов) — Изабелла Харлоу
- 2016: Большой и добрый великан — Софи[7]
- 2017: Мэри и ведьмин цветок — Мэри (англоязычная озвучка)
- 2018: Принцесса Эмми — Принцесса Эмми (озвучка)[8]

## Награды и номинации
Большой и добрый великан
- Премия Лондонского кружка кинокритиков — лучшая британская   юная актриса (номинация)
- Молодой актёр — лучшая женская роль (номинация)
- Сатурн —  лучший молодой актёр или актриса (номинация)